# Ouardana
Ouardana (franska: Ouardana (CR), Ouardana (Commune Rurale), arabiska: امهاجر) är en kommun i Marocko.   Den ligger i provinsen Driouch och regionen Oriental, 300 km öster om huvudstaden Rabat. Antalet invånare är 6 921.